# Combate de Caguijuru e de Caraguataí
Os combates de Caguijuru e Caraguataí foram duas rápidas batalhas que ocorreram no dia 18 de agosto de 1869, durante a Campanha da Cordilheira, no Paraguai.

## Os combates
Na tentativa de cercar a coluna em fuga de Solano López, o conde D'Eu designou três batalhões de infantaria a fim de capturá-lo em Caraguataí. No dia 18 de agosto de 1869, a coluna sob o comando do general Vitorino José Carneiro Monteiro atingiu a picada de Caguijuru e nela estavam entrincheirados 2 mil soldados paraguaios, sob comando do tenente-coronel Vernal. Na ocasião, a 1ª Divisão de Infantaria do general Carlos Resin Filho atacou e tomou as trincheiras dos paraguaios; obteve êxito nesta ação. A coluna paraguaia sofreu 790 baixas entre mortos e feridos, incluído a morte de seu comandante, doze peças de artilharia e uma bandeira. Em seguida, o general José Antônio Correia da Câmara avançou para o povoado de Caraguataí com quatro corpos da 2ª Divisão de Cavalaria e encontrou cerca de 200 soldados inimigos. Imediatamente iniciou o ataque e também obteve a vitória. Os soldados paraguaios sobreviventes fugiram para o rio Manduvirá ou Tobatiri. A perda brasileira nos dois combates somaram-se treze mortos e 174 feridos.

## Consequências
Com o avanço das tropas brasileiras do general Câmara, os paraguaios decidiram incendiar seus últimos navios de guerra no Manduvirá, a saber, o Iporá, Salto de Guairá, Rio Apa, Pirabebê, Anhambaí e Paraná.